# Photinia calleryana
Photinia calleryana är en rosväxtart som först beskrevs av Joseph Decaisne, och fick sitt nu gällande namn av Jules Cardot. Photinia calleryana ingår i släktet Photinia och familjen rosväxter. Utöver nominatformen finns också underarten P. c. laosensis.